# RMS Aquitania
El RMS Aquitania fue un transatlántico británico perteneciente a la famosa compañía naviera Cunard Line, que tuvo una dilatada carrera y sobrevivió a las dos guerras mundiales. Concebido como buque gemelo del RMS Lusitania y el RMS Mauretania, fue construido por los astilleros navales de John Brown & Company, ubicados en Clydebank (Escocia). Su construcción comenzó en junio de 1911, y fue botado el 21 de abril de 1913, casi dos años después. El 30 de mayo de 1914, realizó su viaje inaugural en la ruta entre Southampton, Cherburgo y Nueva York. Sus líneas recordaban levemente al RMS Olympic de la White Star Line, cuya eslora era ligeramente inferior. 
A pesar de las críticas sobre su diseño que recibió en los primeros años de su carrera, como el excesivo número de respiraderos en la cubierta de botes y la notable cercanía entre la primera chimenea y el techo del puente de mando, el Aquitania fue considerado uno de los barcos más atractivos de su época, siendo apodado como «The Beautiful ship» (en español, «El Barco Hermoso»).

## Antecedentes y construcción

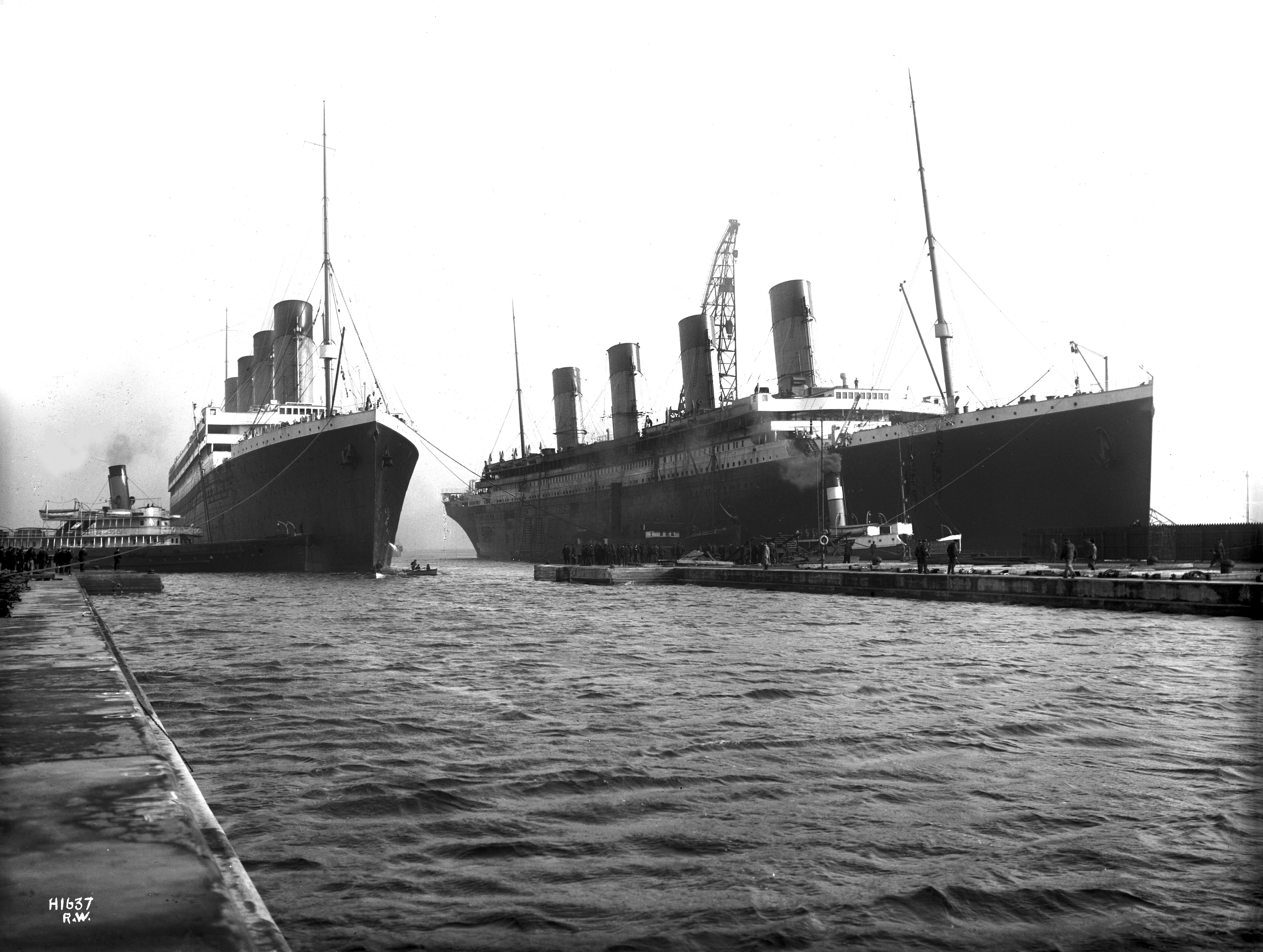
Uno de los principales objetivos que Cunard pretendía alcanzar con la construcción del Aquitania era superar en tamaño y lujo a los nuevos barcos de la compañía rival White Star Line, el Olympic (izquierda) y el Titanic (derecha)

Los orígenes del Aquitania residen en la rivalidad entre la White Star Line y la Cunard Line. El RMS Olympic y el RMS Titanic de la White Star superaban en tonelaje y eslora a los últimos barcos de Cunard, el RMS Lusitania y el RMS Mauretania, con casi 15 mil toneladas brutas y por treinta metros de eslora menos que los nuevos buques de la White Star. Además, aunque el Lusitania y el Mauretania eran significativamente más rápidos que el Olympic y el Titanic, estos últimos los superaban en el ámbito del lujo y el confort que proporcionaban a sus pasajeros (ámbitos por los que apostaba la White Star). 
Sumado al surgimiento de nuevos y lujosos rivales, Cunard no podía garantizar un servicio semanal, puesto que, con solo el Mauretania y el Lusitania, tenía complicaciones para organizar una rotación semanal constante. Así que, en 1910, la compañía decidió encargar la construcción de un nuevo transatlántico, con un perfil cercano al Lusitania y el Mauretania, pero más lento que estos últimos; y que superara en tamaño y lujo a los buques de la White Star.

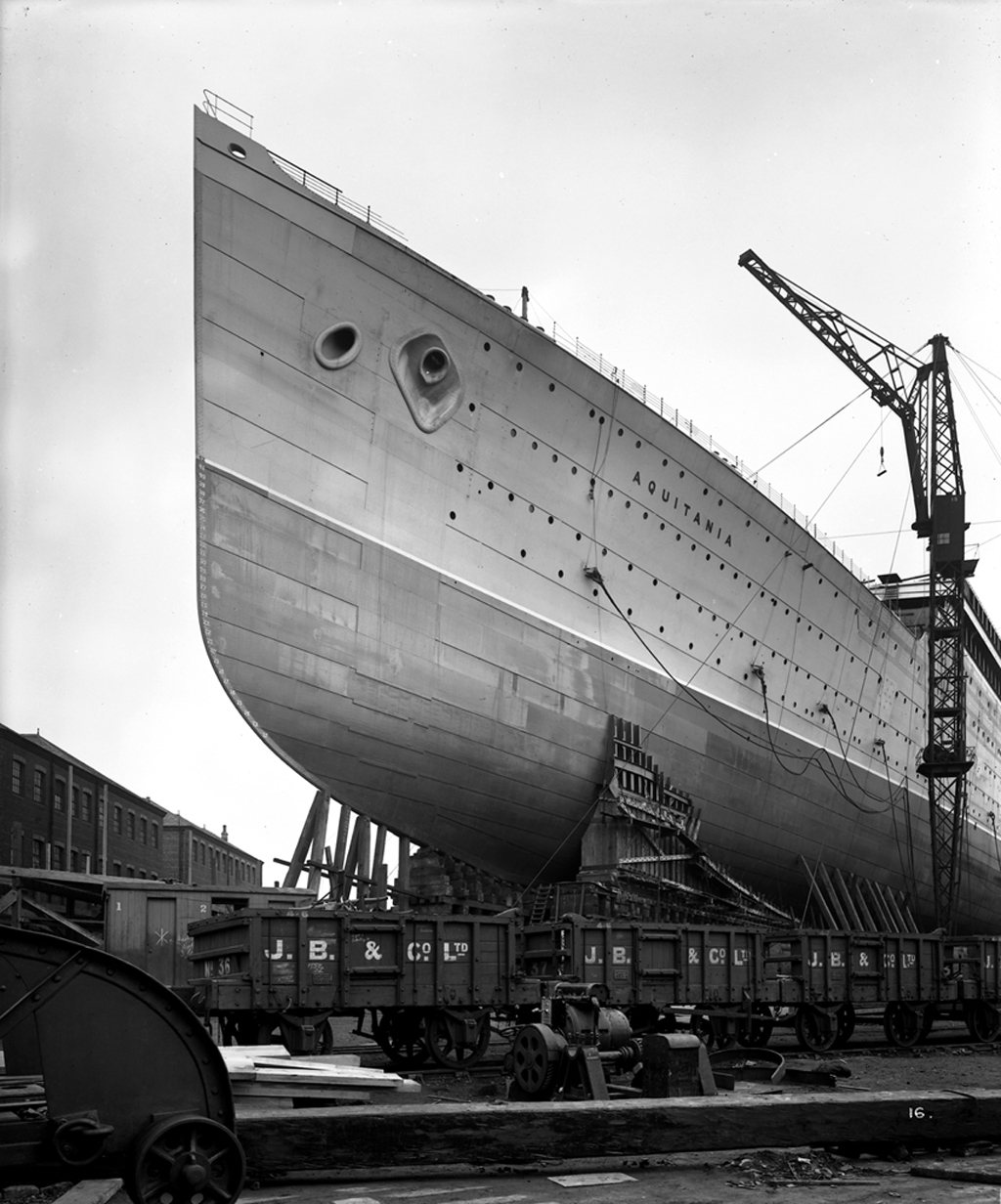
La proa del Aquitania, justo antes de su botadura

Cunard encomendó el diseño del nuevo buque al arquitecto y diseñador naval de la empresa, Leonard Peskett, quien también había diseñado varios buques de la compañía, entre ellos, el Lusitania y el Mauretania.
Para que tuviera un aspecto exterior similar al de sus gemelos, Peskett diseñó el nuevo transatlántico con cuatro chimeneas, así como también, para el ámbito de la velocidad, aplicó toques "acristalados" a la superestructura (inspirado en el diseño del Carmania de 1905).
El Aquitania fue construido en los astilleros escoceses de John Brown & Company, donde se construyeron la mayoría de los barcos de Cunard. La construcción comenzó en junio de 1911, con la puesta de su quilla. En ese mismo mes, Peskett realizó un viaje en el recién estrenado transatlántico de la White Star, el Olympic, con el fin de experimentar la sensación de un barco que casi alcanza las 50 000 toneladas. A raíz del naufragio del Titanic, el Aquitania fue uno de los primeros barcos en llevar suficientes botes salvavidas para todos los pasajeros y tripulantes, del mismo modo que sucedió en el caso de los nuevos transatlánticos alemanes Imperator y Vaterland. 
Según lo dispuesto por el Almirantazgo, y de manera similar a lo que Cunard acordó con el gobierno para la construcción del Lusitania y del Mauretania, el Aquitania fue diseñado para ser convertido en un crucero mercante armado, y fue reforzado para montar armas para el servicio en ese papel en caso necesario.
El Aquitania fue botado al mar el 21 de abril de 1913, después de ser bautizado por Alice Stanley, la condesa de Derby, y fue terminado durante los siguientes trece meses. En mayo de 1914 realizó sus pruebas de mar.

## Diseño interior

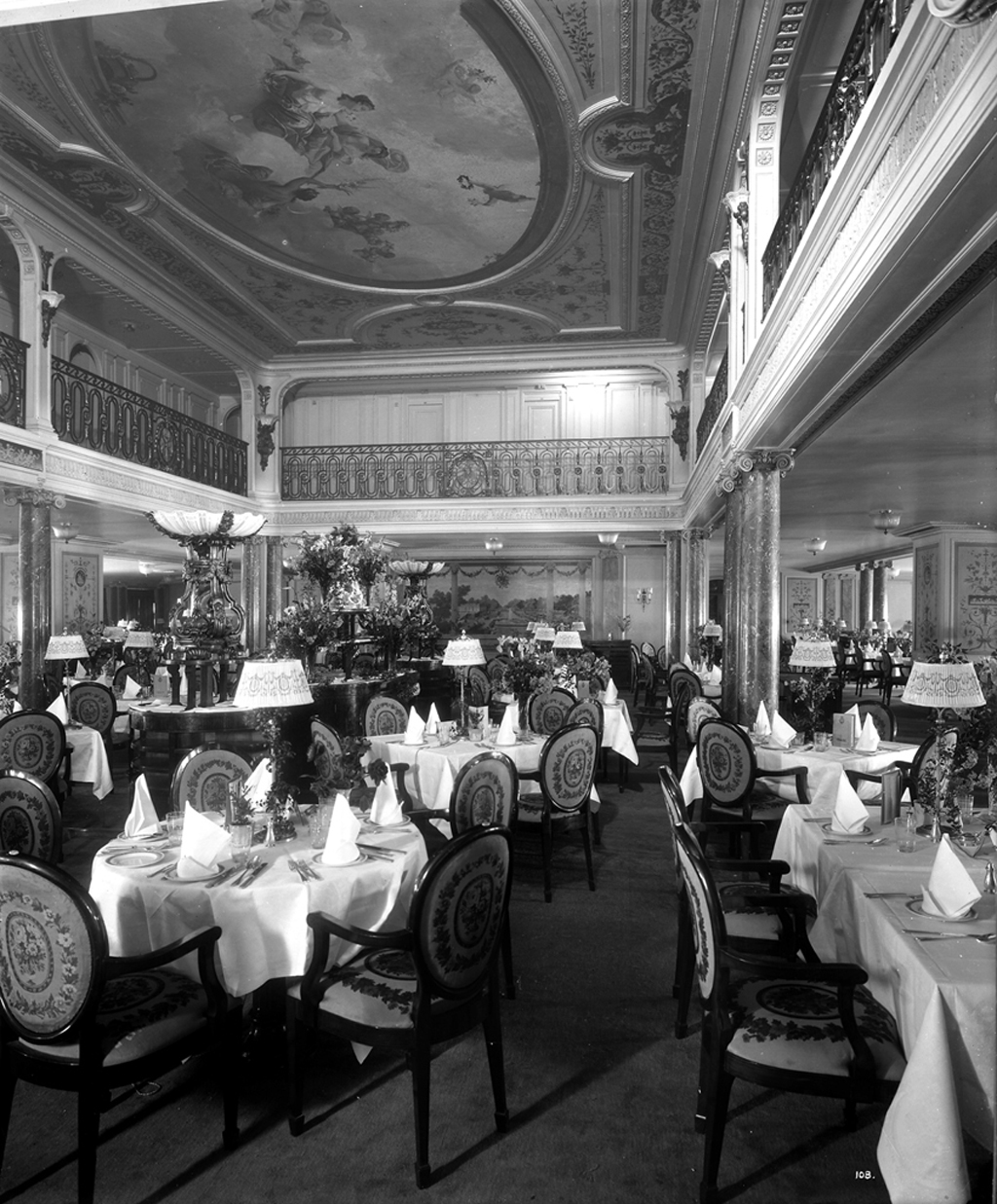
Vista del comedor de primera clase
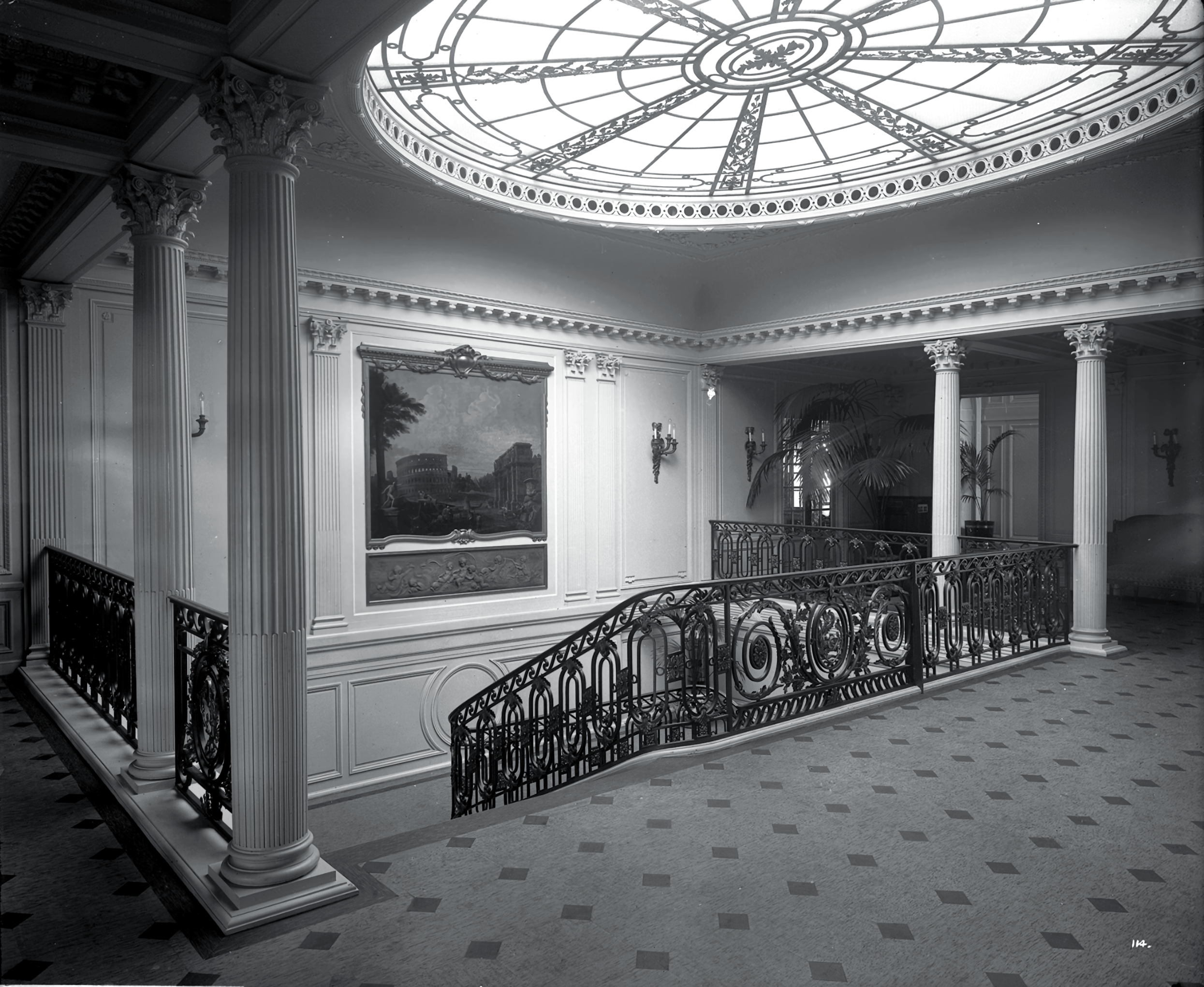
Escalera de primera clase, hacia 1914
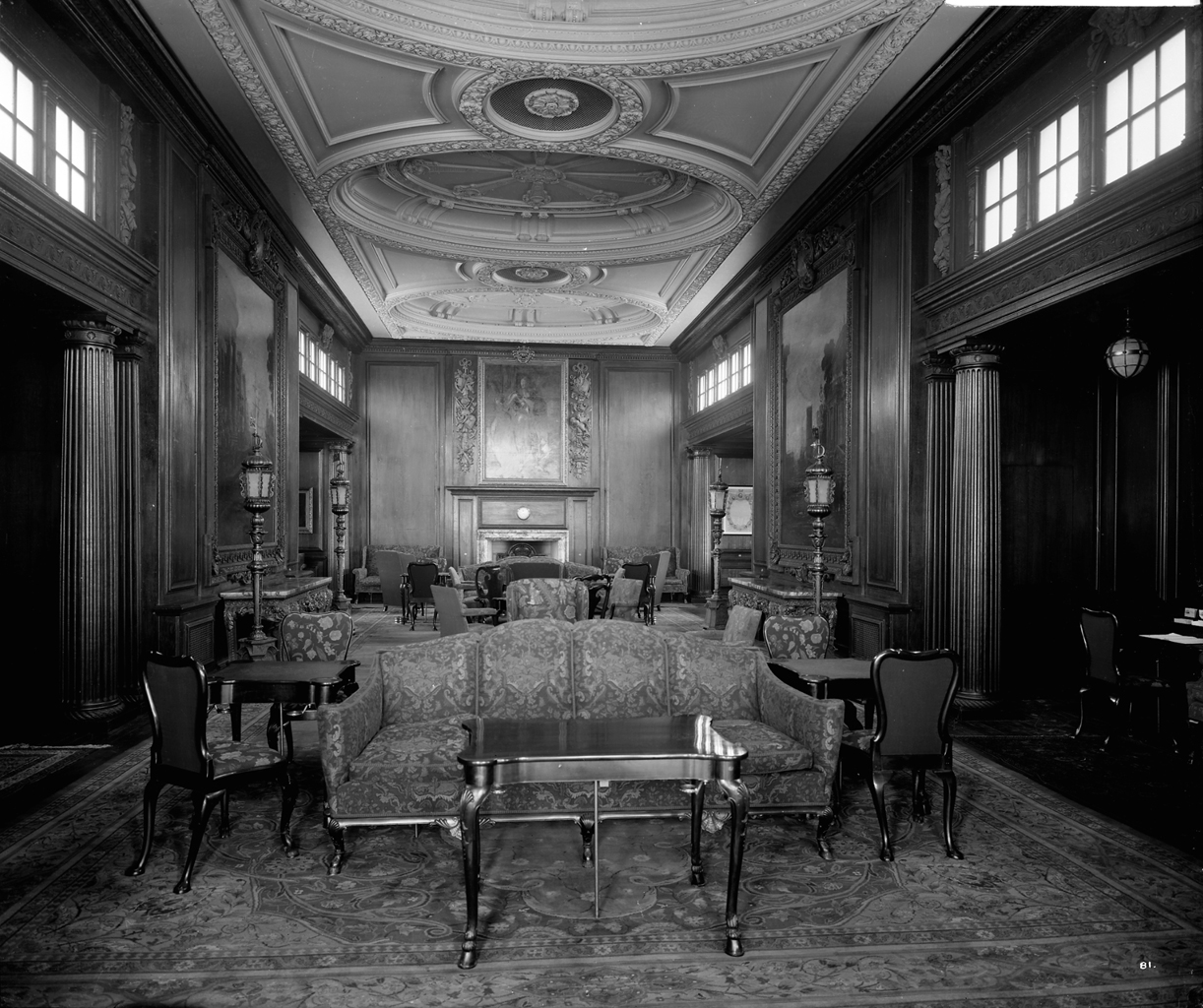
Salón de fumadores para los pasajeros de primera clase
Terraza interior de primera clase, ubicada en en el lado de estribor de la cubierta A
Fotografía de la piscina de primera clase, en 1914
Salón general de primera clase, fotografiado en 1914

Como el Aquitania era más grande y más ancho que el Lusitania y el Mauretania le permitió tener salas públicas más grandes. Los interiores fueron diseñados por el arquitecto británico Arthur Joseph Davis, de la empresa de decoración de interiores Mewès and Davis. Esta empresa había supervisado la construcción y la decoración del Hotel Ritz de Londres. Además dicha empresa había sido contratada por Albert Ballin, jefe de la Hamburg America Line (HAPAG), para decorar los interiores de su nuevo transatlántico, el SS Amerika, en 1905.
El socio de Mewès and Davis, Charles Mewès fue el encargado de la decoración de los nuevos gigantes de HAPAG, el SS Imperator, el SS Vaterland y el SS Bismarck, mientras que a Arthur J. Davis se le adjudicó el Aquitania.
Muchos consideraron al Aquitania muy atractivo y agradable a la vista. Pero también había quienes tenían una opinión contraria, considerándolo demasiado grande y voluminoso en comparación con el Olympic, y con una apariencia cuadrada y torpe.

## Servicio

### Inicios
El Aquitania realizó su viaje inaugural el 30 de mayo de 1914, al mando del veterano capitán William Thomas Turner. Este evento se vio ensombrecido por el naufragio del RMS Empress of Ireland, en Quebec el día anterior, con más de mil ahogados. Para el mes siguiente, el archiduque Francisco Fernando de Austria fue asesinado y comenzó la I Guerra Mundial. Realizó solo tres viajes como barco de pasajeros antes de ser requisado por la Royal Navy, el 7 de agosto de ese año, para ser transformado en buque armado para el transporte de tropas.

### Primera Guerra Mundial

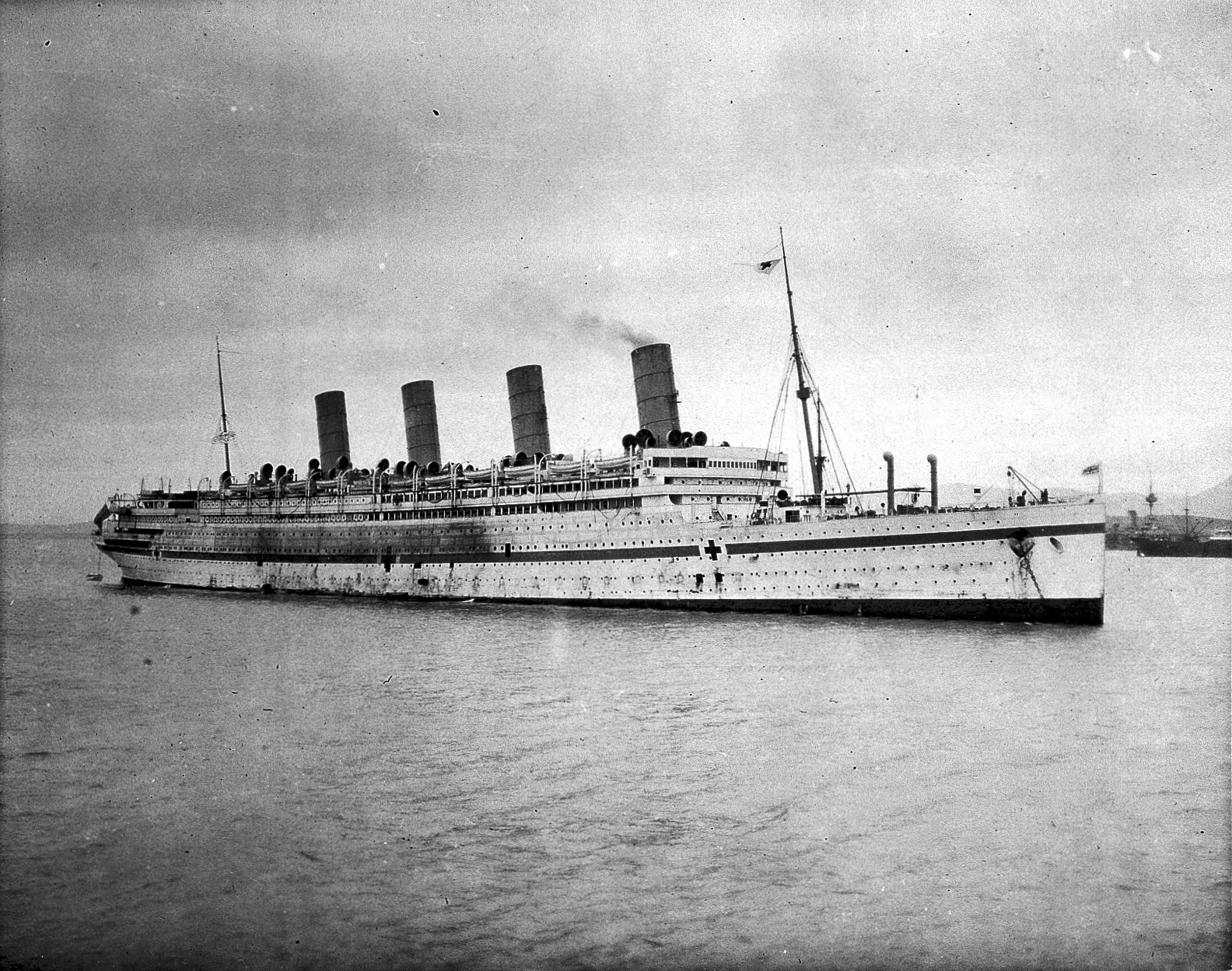
El Aquitania como buque hospital durante la I Guerra Mundial

Al principio de la guerra, fue transformado en transporte de tropas, sin embargo, el Almirantazgo encontró que era demasiado grande para realizar esa tarea y que consumía demasiado combustible, por lo que el buque no sirvió mucho en ese papel, y después de tres viajes en ese cometido fue transformado en barco hospital, junto al Mauretania y al Britannic (barco de la White Star y hermano del Titanic) para tratar a los heridos en la campaña de los Dardanelos hasta 1917. Ese mismo año fue reconvertido en transporte de tropas.

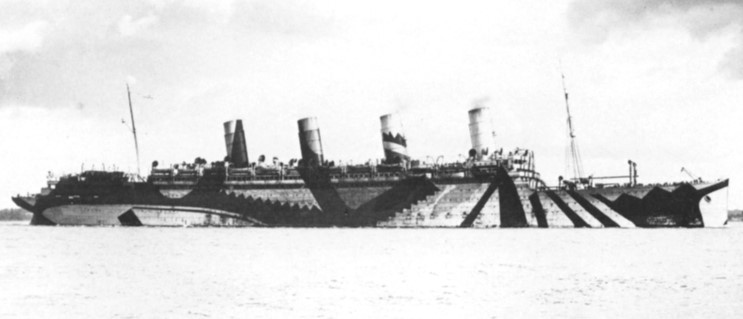
El Aquitania en 1917, tras ser acondicionado para el transporte de tropas

En 1919, firmado el Tratado de Versalles, el Aquitania fue enviado a los astilleros de Armstrong Whitworth & Co. para reacondicionarlo antes de ser devuelto a la Cunard Line, permaneciendo en servicio con la compañía durante los siguientes veinte años. Cunard perdió 22 buques durante la guerra, entre ellos el Lusitania, hundido en un ataque de un submarino alemán el 7 de mayo de 1915. Originalmente, Cunard tuvo la intención de adquirir el SS Justicia de la Holland America Line para compensar esta pérdida, pero pronto recibió una oferta más atractiva. En el marco del tratado de paz firmado en Versalles, Alemania debía entregar barcos de su flota mercante para restituir toda la flota perdida por los Aliados durante el conflicto. Así que el SS Imperator fue transferido a la Cunard, quien lo utilizó todavía con su nombre original entre 1920 y 1921; y que, posteriormente, sería renombrado como "Berengaria".

### De regreso a la Cunard Line

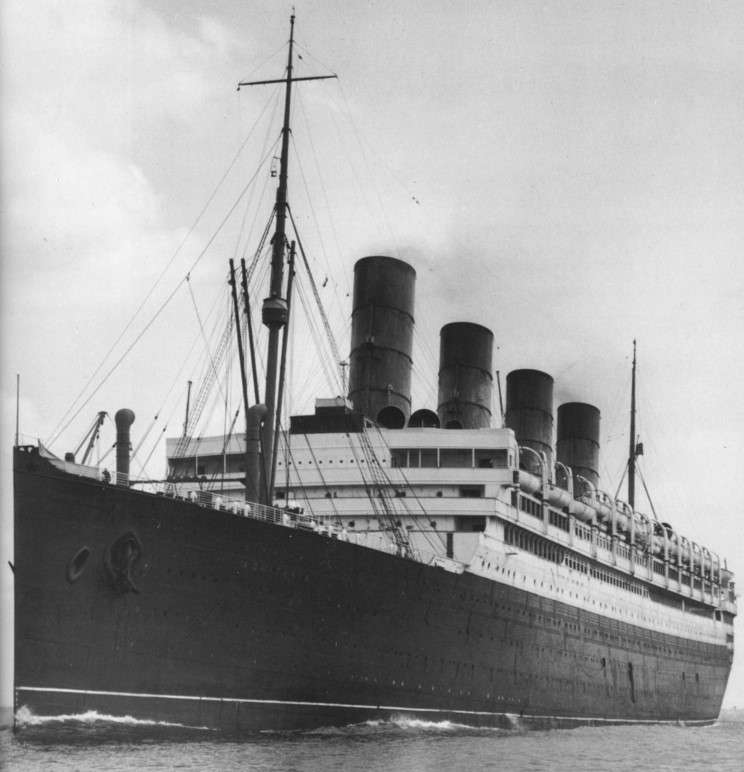
El Aquitania fotografiado hacia 1920

Tras su reincorporación al servicio comercial, el Aquitania fue remodelado para que sus calderas consumieran diésel en lugar de carbón como combustible, lo que redujo considerablemente el número de tripulantes necesarios en la sala de máquinas. Un miembro de la tripulación falleció en una explosión en la sala de máquinas mientras se llevaba a cabo la conversión. El mobiliario original y piezas de arte fueron nuevamente instalados.
Durante la década de los años 20 del siglo XX, el Aquitania se convirtió en uno de los transatlánticos más populares en la ruta del Atlántico. Navegó junto al Mauretania y al Berengaria, siendo conocidos como los «Tres Grandes». Como fueron buenos tiempos, el Aquitania se convirtió además en uno de los transatlánticos más rentables de esa época. La restricción de Estados Unidos en materia de inmigración a principios de la década puso fin a la era de la emigración masiva desde Europa, pero los viajes oceánicos eran el único medio de transporte entre los continentes, lo que permitió sobrevivir a los transatlánticos.
Sin embargo, tras la quiebra financiera de Wall Street en octubre de 1929, muchos navíos, entre ellos el Aquitania, se vieron afectados por sus consecuencias devastadoras. Solo unos pocos podían viajar a bordo en aquel momento, así que, en 1932, Cunard redujo la capacidad del Aquitania a 2200 pasajeros y lo destinó al servicio de cruceros por el Mediterráneo.
En 1934 la White Star Line y la Cunard Line se fusionaron formando la Cunard White Star Line.
El 10 de abril de 1935 el Aquitania fue duramente encallado cerca de Thorne Knoll en el río Test, a las afueras de Southampton, pero con la ayuda de diez remolcadores fue liberado. Debido a la cada vez menor afluencia y demanda de pasaje, derivada de los estragos económicos causados por la Gran Depresión, el buque fue sometido a varias remodelaciones que le otorgaron un carácter más suntuoso.
Después de dichas reformas, retornó al servicio transatlántico hasta el comienzo de la Segunda Guerra Mundial.

### Últimos años

#### Segunda Guerra Mundial

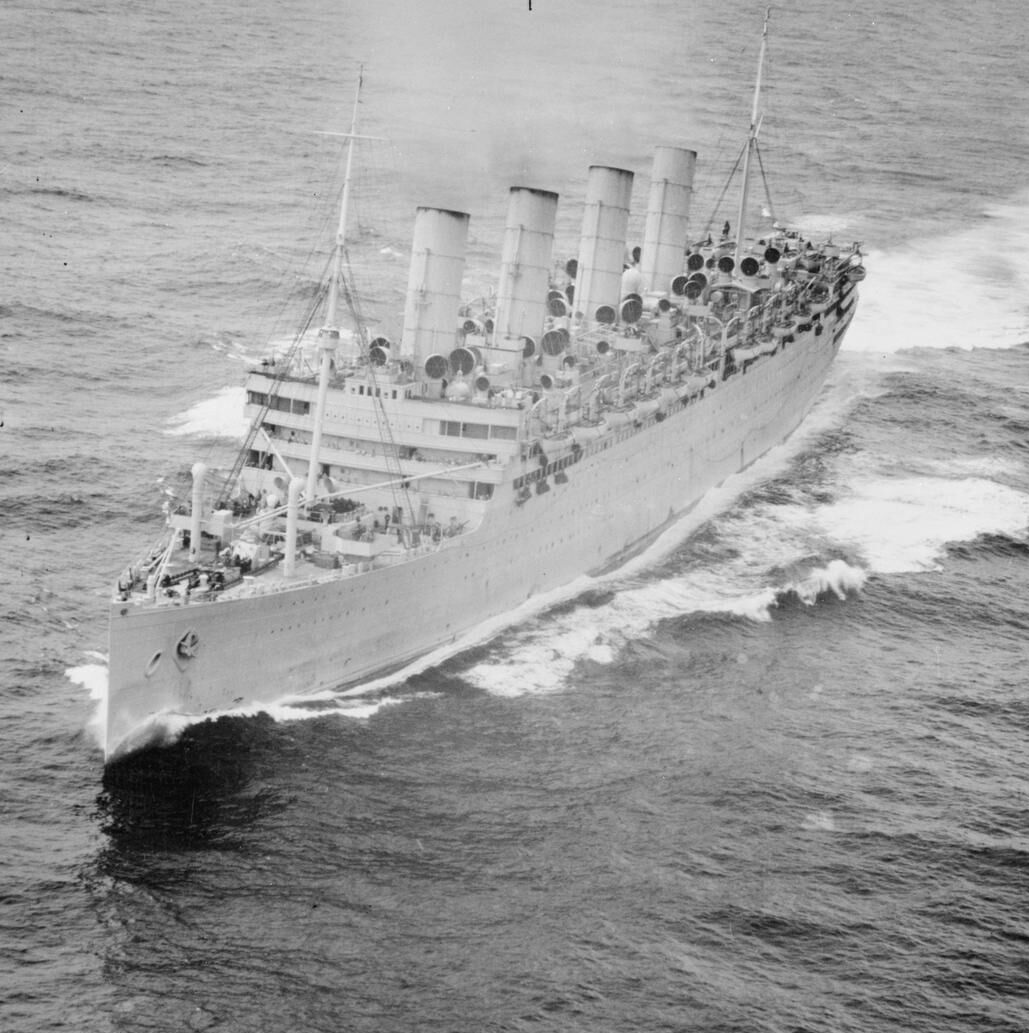
El Aquitania como transporte de tropas durante la contienda

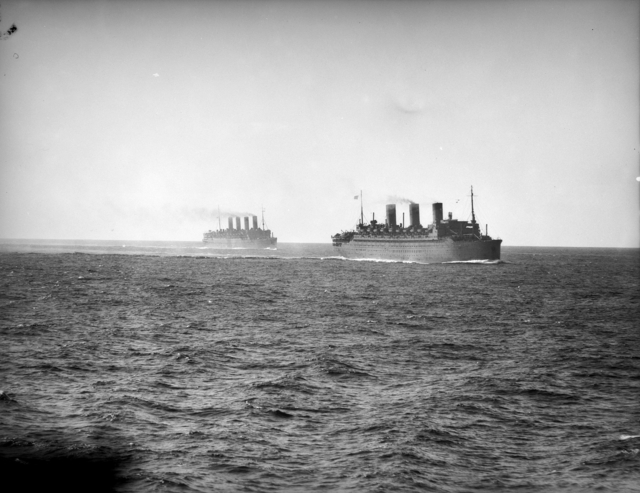
El Aquitania y el empleados como barcos de transporte de tropas durante la Operación Pamphlet, febrero de 1943

Conforme pasaban los años, el Aquitania se hacía más viejo y la Cunard White Star tenía previsto reemplazarlo por el Queen Elizabeth cuando este fuese incorporado a la flota de la compañía en 1940. Sin embargo, este plan no se cumplió por el estallido de la Segunda Guerra Mundial. 
El 21 de noviembre de 1939, fue nuevamente requisado por la Marina Real para ser usado como transporte de tropas, en donde sirve para trasladar contingentes desde Canadá a Australia, Nueva Zelanda y en la ruta entre Hawái y San Francisco para, finalmente, volver a repatriarlos en 1945. 
En 1940 el Aquitania se encontraba en Nueva York a la espera de nuevas órdenes. Durante un tiempo, fue anclado junto al Queen Elizabeth, el Queen Mary, el Mauretania (II) y el SS Normandie, los seis barcos daban una vista impresionante de los grandes transatlánticos.
En noviembre de 1941 rescató a sobrevivientes del HKS Kormoran, un corsario alemán hundido después de un combate con el crucero ligero de la Real Marina Australiana HMAS Sydney, que también resultó hundido.
A lo largo de la guerra, el Aquitania navegó más de 500 000 kilómetros, y transportó cerca de 400 000 soldados.

#### Regreso al servicio civil y retiro
Después de completar su servicio como transporte de tropas, el Aquitania fue devuelto a la Cunard White Star en 1946, que lo utilizó para el transporte de "novias de la guerra" a Canadá. Este servicio final creó un cariño especial para el Aquitania en Halifax, Nueva Escocia.
En diciembre de 1949, la Cunard White Star se disolvió y volvió a ser la Cunard Line, debido a que esta había adquirido los activos y operaciones de la compañía que poseía la White Star, desapareciendo definitivamente esta última. A finales de 1949, el barco fue puesto fuera de servicio, debido a que su certificado de la Cámara de Comercio no fue renovado. Esto se debía porque, principalmente, el Aquitania no cumplía con la normativa de seguridad adecuada para la época y, además, el notable envejececimiento de la nave dificultaba su financiación.
En su autobiografía Captain of the Queens, el capitán Harry Grattidge menciona que el barco se había deteriorado tanto que un piano cayó por el techo de uno de los comedores durante un almuerzo empresarial celebrado a bordo.
Esto realmente marcó el final del Aquitania.
En 1950, tras 36 años de servicio, fue retirado del servicio y enviado a Faslane, en Escocia, donde fue desmantelado.
Estadísticamente, el Aquitania transportó 1 200 000 pasajeros durante su larga carrera, realizó 450 viajes y recorrió 3 millones de millas náuticas. Fue el único barco de pasajeros que sobrevivió a los dos conflictos mundiales.
Un modelo a escala detallado del Aquitania se encuentra expuesto en el Museo Marítimo del Atlántico de Halifax.
En el momento de su retirada del servicio, el Aquitania se convirtió en el barco con el mayor período de servicio con la Cunard Line. Récord que mantendría durante seis años, hasta que fue superado por el RMS Scythia (que operó para Cunard durante 37 años). En 2004, el récord de servicio del Aquitania fue posicionado en tercer lugar, cuando el RMS Queen Elizabeth 2 se convirtió en el barco que más tiempo operó con la compañía.

## Perfil del Aquitania

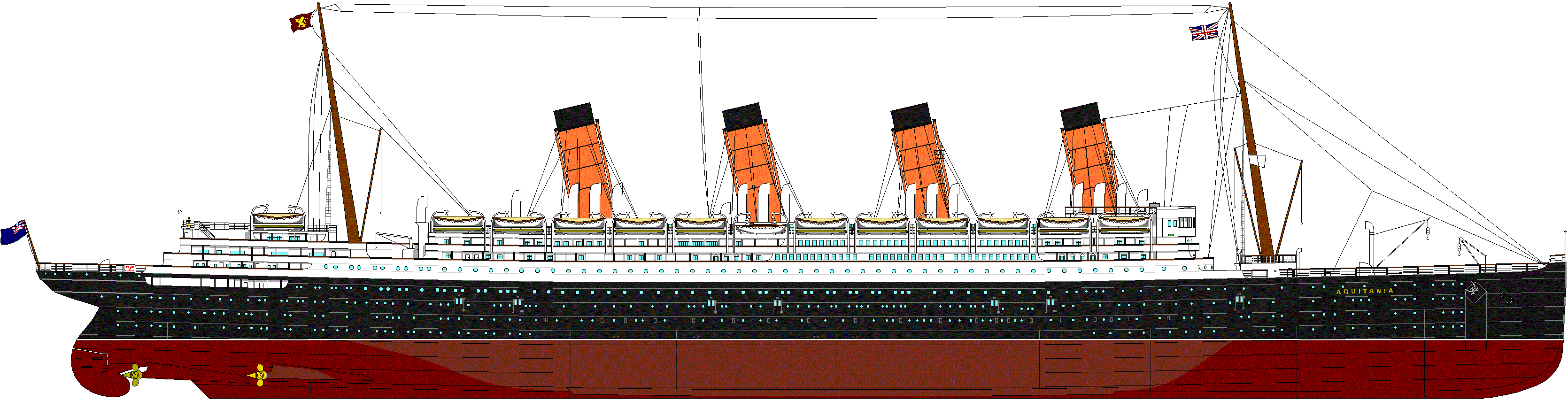
Perfil del RMS Aquitania en 1914